# Megarcys irregularis
Megarcys irregularis és una espècie d'insecte plecòpter pertanyent a la família dels perlòdids.

## Hàbitat
En el seu estadi immadur és aquàtic i viu a l'aigua dolça, mentre que com a adult és terrestre i volador.

## Distribució geogràfica
Es troba a Nord-amèrica: l'oest del Canadà (la Colúmbia Britànica) i el nord-oest dels Estats Units (Washington), incloent-hi la serralada de les Cascades i les muntanyes de la Costa.

## Estat de conservació
La seua principal amenaça és la tala dels boscos.